# Phare de Ballenas Island
Le phare de Ballenas Islands est un phare situé sur l'île sud de Ballenas Islands (en) dans le détroit de Géorgie sur la côte est de l'île de Vancouver, dans le District régional de Nanaimo (Province de la Colombie-Britannique), au Canada.
Ce phare est géré par la Garde côtière canadienne.

## Histoire
Le premier phare, érigé en 1900, se trouvait sur l'île du sud. Il a été transféré, en 1912, sur l'île du nord. C'était une tour carrée en bois.

## Description
Le phare actuel, datant de 1917, est une tour octogonale blanche, avec une galerie et lanterne rouge, de 11 m de haut. Il émet, à une hauteur focale de 21 m, un éclat blanc toutes les 10 secondes. Sa portée nominale est de 17 milles nautiques (environ 31 km).
Le phare est automatisé et la maison des gardiens n'est plus habitée. Cette île privée se trouve à environ 8 km à l'est de Parksville.
Identifiant : ARLHS : CAN-018 - Amirauté : G-5508 - NGA : 12868 - CCG : 0490 .

## Caractéristique duFeu maritime
Fréquence : 10 secondes (W)
- Lumière : 0.2 seconde
- Obscurité : 9.8 secondes

### Lien connexe
- Liste des phares de la Colombie-Britannique